# Nekrolog 3. Quartal 1974
Nekrolog
◄◄
| ◄
| 1970
| 1971
| 1972
| 1973
| 1974 | 1975 | 1976 | 1977 | 1978 | ► | ►►
1. Quartal |
2. Quartal |
3. Quartal |
4. Quartal 1974
Weitere Ereignisse | Allgemeiner Nekrolog 1974
Die Beschreibung der verstorbenen Person sollte so kurz wie möglich gehalten sein und nur deren signifikante Tätigkeit(en) enthalten.
Neue Namen ggf. auch unter dem Geburts- und Sterbedatum, also etwa unter 1. Januar und im Geburts- und Sterbejahr (2024) eintragen (nur bei entsprechender großer Wichtigkeit). Für Beispiele siehe die schon vorhandenen Artikel.
Außerdem über die fünf zuletzt Verstorbenen, zu denen es einen ausreichend guten Artikel für eine Präsentation auf der Hauptseite gibt, nach der todesbedingten Überarbeitung der Artikel ggf. auch unter Wikipedia Diskussion:Hauptseite informieren und sie am besten auch in den anderen Wikipedia-Sprachversionen eintragen. Tipp: Regelmäßig bei news.google.de nach „ist tot“, „gestorben“ oder „verstorben“ suchen.
Wenn eine Person gestorben ist, gibt es viele Seiten zu dieser Person in der Wikipedia, die davon auch betroffen sind und entsprechend aktualisiert werden müssen. Beispiele: Namenübersichtsseite, Geburtsjahr, Geburtsort-Seiten und viele mehr.
Wie finde ich die betroffenen Seiten?
Im Suchfeld auf der linken Seite gibt man den Suchbegriff so ein: „Vorname Nachname“. Dann klickt man auf Volltext und alle Seiten mit entsprechendem Suchtext werden aufgerufen. Hier sieht man dann schnell, wo auch das Todesjahr Sinn macht oder sogar ein Teil des Artikels angepasst werden muss. Auch hilft das „Werkzeug“ auf der linken Seite sehr gut, um solche Seiten aufzufinden: „Links auf diese Seite“. Somit ist die Wikipedia wieder aktuell in allen Bereichen! Hinweis: bei Eintragung der Kategorie „Gestorben JAHR“ wird der Missbrauchsfilter 49 ausgelöst, was jedoch nicht schlimm ist. Siehe: Spezial:Missbrauchsfilter/49
Dies ist eine Liste von im dritten Quartal 1974 verstorbenen bekannten Persönlichkeiten. Die Einträge erfolgen innerhalb der einzelnen Daten alphabetisch sortiert. Tiere sind im Nekrolog für Tiere zu finden.

## Juli
| Tag      | Name                              | Beruf, bekannt als                                                                                              | Alter | Beleg |
| -------- | --------------------------------- | --- | ----- | ----- |
| 1. Juli  | Juan Perón                        | argentinischer Soldat, Politiker und zweimaliger Präsident                                                      | 78    |       |
| 1. Juli  | Albert F. Shields                 | US-amerikanischer Ingenieur                                                                                     | 66    |       |
| 1. Juli  | Kick Smit                         | niederländischer Fußballspieler                                                                                 | 62    |       |
| 2. Juli  | Ernst Harms                       | deutsch-amerikanischer Mediziner oder Psychologe                                                                | 78    |       |
| 2. Juli  | Carlos Isamitt                    | chilenischer Komponist, Maler und Hochschullehrer                                                               | 87    |       |
| 2. Juli  | Fritz Jacobi                      | deutscher Manager und Sportfunktionär                                                                           | 71    |       |
| 3. Juli  | Rafael Garza Gutiérrez            | mexikanischer Fußballspieler und -trainer                                                                       | 77    |       |
| 3. Juli  | Colin W. G. Gibson                | Politiker der Liberalen Partei Kanadas und Offizier der Canadian Army                                           | 83    |       |
| 3. Juli  | Ernst Lange                       | deutscher protestantischer Theologe, Kirchenreformer und Hochschullehrer                                        | 47    |       |
| 3. Juli  | Sergei Alexejewitsch Lebedew      | sowjetischer Elektrotechniker und Computerpionier                                                               | 71    |       |
| 3. Juli  | Gunther Lehmann                   | deutscher Arbeitsphysiologe                                                                                     | 77    |       |
| 3. Juli  | John Crowe Ransom                 | amerikanischer Schriftsteller und Kritiker                                                                      | 86    |       |
| 3. Juli  | José Vidal                        | uruguayischer Fußballspieler                                                                                    | 77    |       |
| 4. Juli  | Wilhelm Bauer                     | deutscher Ökonom                                                                                                | 70    |       |
| 4. Juli  | Francis Bull                      | norwegischer Literaturhistoriker                                                                                | 86    |       |
| 4. Juli  | Eugen Maria Cordier               | deutscher Maler, Graphiker und Gebrauchsgraphiker                                                               | 71    |       |
| 4. Juli  | Mohammed Amin al-Husseini         | islamischer Geistlicher und palästinensischer arabischer Nationalist                                            |       |       |
| 4. Juli  | Gaston Mercier                    | französischer Ruderer                                                                                           | 42    |       |
| 4. Juli  | Ilja Iossifowitsch Warschawski    | russischer Schriftsteller                                                                                       | 65    |       |
| 5. Juli  | Irving Hetherington Carruthers    | samoanischer Plantagenbesitzer und Politiker                                                                    | 85    |       |
| 5. Juli  | Erich Frauwallner                 | österreichischer Indologe                                                                                       | 75    |       |
| 5. Juli  | Henry Grob                        | schweizerischer Schachmeister und Kunstmaler                                                                    | 70    |       |
| 5. Juli  | Georgette Heyer                   | englische Schriftstellerin                                                                                      | 71    |       |
| 6. Juli  | Stanislav Adam                    | tschechoslowakischer Lehrer, Chorleiter, Violinist und Komponist                                                | 85    |       |
| 6. Juli  | Francis Blanche                   | französischer Schauspieler                                                                                      | 52    |       |
| 6. Juli  | Hans Georg Dahlgrün               | deutscher Jurist, Verwaltungsbeamter und Politiker                                                              | 72    |       |
| 6. Juli  | Hans von Hentig                   | deutscher Kriminologe                                                                                           | 87    |       |
| 6. Juli  | Jelena Kisseljowa                 | russische bzw. jugoslawische Malerin                                                                            | 95    |       |
| 6. Juli  | Arvo Viljanti                     | finnischer Historiker                                                                                           | 73    |       |
| 7. Juli  | Alexander Jakowlewitsch Beresnjak | sowjetischer Raketenkonstrukteur                                                                                | 61    |       |
| 7. Juli  | Joachim Brendel                   | deutscher Jagdpilot und Hauptmann der Luftwaffe im Zweiten Weltkrieg                                            | 53    |       |
| 7. Juli  | Francis Stuart Chapin             | US-amerikanischer Soziologe                                                                                     | 86    |       |
| 7. Juli  | Lyman C. Craig                    | US-amerikanischer Chemiker                                                                                      | 68    |       |
| 7. Juli  | František Götz                    | tschechischer Literaturhistoriker, Kritiker, Dramaturg, Übersetzer                                              | 80    |       |
| 7. Juli  | Otto Reinlo                       | estnischer Fußballspieler                                                                                       | 75    |       |
| 7. Juli  | Leon Shamroy                      | US-amerikanischer Kameramann                                                                                    | 72    |       |
| 7. Juli  | Gertrude van Tijn                 | niederländische Sozialarbeiterin                                                                                | 83    |       |
| 8. Juli  | Rudolf G. Bunk                    | deutscher Maler und Bühnenbildner                                                                               | 65    |       |
| 8. Juli  | Pietro Campilli                   | italienischer Politiker, Manager und Minister                                                                   | 82    |       |
| 8. Juli  | Franz Dorfmüller                  | deutscher Pianist, Klavierlehrer und Musikschriftsteller                                                        | 87    |       |
| 8. Juli  | Willy Eisenschitz                 | österreichisch-französischer Landschaftsmaler und Illustrator                                                   | 84    |       |
| 8. Juli  | Friedrich A. Mainz                | deutscher Filmproduzent                                                                                         | 78    |       |
| 8. Juli  | Ralph Piddington                  | australischer Anthropologe und Psychologe                                                                       | 68    |       |
| 8. Juli  | Louis Rigal                       | französischer Autorennfahrer                                                                                    | 86    |       |
| 9. Juli  | James Bausch                      | US-amerikanischer Leichtathlet und Footballspieler                                                              | 68    |       |
| 9. Juli  | Hans-Heinz Bollmann               | deutscher Opern- und Operettensänger (Tenor)                                                                    | 84    |       |
| 09. Juli | Karl Dorsey                       | US-amerikanischer Segler                                                                                        | 80    |       |
| 09. Juli | Leonhard Franz                    | österreichischer Prähistoriker                                                                                  | 78    |       |
| 9. Juli  | Georges Ribemont-Dessaignes       | französischer Schriftsteller und Künstler                                                                       | 90    |       |
| 9. Juli  | Ludwig Strobl                     | österreichischer Beamter, Politiker und Bundesminister                                                          | 74    |       |
| 9. Juli  | Earl Warren                       | US-amerikanischer Politiker und Oberster Richter der USA                                                        | 83    |       |
| 10. Juli | Margarete Balk                    | deutsche Lehrerin und Politikerin (CSU), MdL (Bayern)                                                           | 78    |       |
| 10. Juli | James Cunningham                  | britischer römisch-katholischer Bischof                                                                         | 63    |       |
| 10. Juli | Horst Rothe                       | deutscher Hochfrequenztechniker und -physiker                                                                   | 74    |       |
| 10. Juli | Käthe Schulken                    | deutsche Pädagogin, Lyrikerin und Heimatschriftstellerin                                                        | 82    |       |
| 11. Juli | Émile Bourdon                     | französischer Organist und Komponist                                                                            | 90    |       |
| 11. Juli | Johannes Krohn                    | deutscher Jurist, Staatssekretär und Reichskommissar                                                            | 90    |       |
| 11. Juli | Pär Lagerkvist                    | schwedischer Schriftsteller und Dichter                                                                         | 83    |       |
| 11. Juli | Max Schäller                      | deutscher SED-Funktionär und Widerstandskämpfer                                                                 | 71    |       |
| 11. Juli | Gerhard Swoboda                   | österreichischer Maler und Grafiker                                                                             | 51    |       |
| 12. Juli | Juri Pawlowitsch Annenkow         | russischer Künstler                                                                                             | 84    |       |
| 12. Juli | Florent Antony                    | luxemburgischer Schauspieler                                                                                    | 61    |       |
| 12. Juli | Friedrich Boeckenhoff             | preußischer Verwaltungsjurist und Landrat                                                                       | 80    |       |
| 12. Juli | Kurt Caesar                       | deutsch-italienischer Jazz- und Unterhaltungsmusiker sowie Comiczeichner                                        | 68    |       |
| 12. Juli | Wilhelm Führer                    | deutscher Astronom und nationalsozialistischer Wissenschaftsfunktionär                                          | 70    |       |
| 12. Juli | Adolf Keilhack                    | deutscher Politiker (SPD), MdHB                                                                                 | 67    |       |
| 12. Juli | Otto Kemper                       | deutscher Oberbürgermeister                                                                                     | 74    |       |
| 12. Juli | Heinrich Lamm                     | deutscher Mediziner und Pionier der Bildübertragung per Glasfaser                                               | 66    |       |
| 12. Juli | Karl Martin                       | deutscher Jurist und Oberlandesgerichtspräsident Kiel                                                           | 97    |       |
| 12. Juli | Karl Sesta                        | österreichischer Fußballspieler                                                                                 | 68    |       |
| 13. Juli | Lily Abegg                        | Schweizer Journalistin und Autorin                                                                              | 72    |       |
| 13. Juli | Liam Ahern                        | irischer Politiker                                                                                              | 58    |       |
| 13. Juli | Patrick Blackett, Baron Blackett  | englischer Physiker und Nobelpreisträger                                                                        | 76    |       |
| 13. Juli | Hans Fellinger                    | österreichischer Pädagoge und Erwachsenenbildner                                                                | 60    |       |
| 13. Juli | Emil Kutterer                     | deutscher Fußballspieler                                                                                        | 75    |       |
| 13. Juli | Raul Lino                         | portugiesischer Architekt                                                                                       | 94    |       |
| 13. Juli | Fritz Meyen                       | deutscher Skandinavist und Bibliothekar                                                                         | 72    |       |
| 13. Juli | Heinrich Reif-Gintl               | österreichischer Theaterintendant                                                                               | 73    |       |
| 13. Juli | Lothar Ring                       | österreichischer Journalist und Schriftsteller                                                                  | 91    |       |
| 13. Juli | C. C. Stevens                     | britischer Tontechniker                                                                                         | 67    |       |
| 13. Juli | Adolf Lukas Vischer               | Schweizer Mediziner                                                                                             | 89    |       |
| 14. Juli | Hans Andersen                     | dänischer Generalmajor                                                                                          | 73    |       |
| 14. Juli | Hans Fehlhaber                    | deutscher Maler, Grafiker und Aquarellist                                                                       | 93    |       |
| 14. Juli | Friedrich Glum                    | Generaldirektor der Kaiser-Wilhelm-Gesellschaft                                                                 | 83    |       |
| 14. Juli | Sibyl Hathaway                    | Feudalherrin der Kanalinsel Sark                                                                                | 90    |       |
| 14. Juli | Albert Meier                      | deutscher Wirtschaftsprüfer und Hochschullehrer                                                                 | 68    |       |
| 14. Juli | Albert Schmierer                  | deutscher Reichsapothekerführer                                                                                 | 74    |       |
| 14. Juli | Carl A. Spaatz                    | US-amerikanischer General                                                                                       | 83    |       |
| 14. Juli | Jack Underhill                    | kanadischer Badmintonspieler                                                                                    | 71    |       |
| 14. Juli | Alois Wunder                      | deutscher Politiker (parteilos), Oberbürgermeister der Stadt Pasing (heute Stadtteil von München)               | 96    |       |
| 15. Juli | Werner Bickenbach                 | deutscher Gynäkologe und Geburtshelfer                                                                          | 74    |       |
| 15. Juli | Erik Charell                      | deutscher Regisseur und Schauspieler                                                                            | 80    |       |
| 15. Juli | Christine Chubbuck                | amerikanische Nachrichtensprecherin, die vor laufender Kamera Suizid beging                                     | 29    |       |
| 15. Juli | Gert Helbemäe                     | estnischer Schriftsteller                                                                                       | 60    |       |
| 15. Juli | Paul Werner Hoppe                 | deutscher KZ-Kommandant                                                                                         | 64    |       |
| 15. Juli | Victor Ewings Negus               | britischer Chirurg und Hals-Nasen-Ohren-Arzt                                                                    | 87    |       |
| 15. Juli | José Planes                       | spanischer Bildhauer und Kunstmaler                                                                             | 82    |       |
| 15. Juli | Wolfgang Vogler                   | deutscher Schlosser, Todesopfer an der innerdeutschen Grenze                                                    | 25    |       |
| 16. Juli | Gerhard Erdmann                   | deutscher Jurist und Verbandsfunktionär                                                                         | 78    |       |
| 16. Juli | Rudolf Menzel                     | deutscher Politiker (KPD, SED), stellvertretender Innenminister, der Staatssicherheit, der Nationalen Vertei... | 63    |       |
| 16. Juli | Pedro Omar                        | argentinischer Fußballspieler                                                                                   |       |       |
| 16. Juli | Rudolf Schulze                    | deutscher Strahlenphysiker und Biometeorologe                                                                   | 68    |       |
| 16. Juli | Alexander Symon                   | britischer Diplomat und Regierungsbeamter, Hochkommissar in Pakistan                                            | 72    |       |
| 16. Juli | Sándor Szathmári                  | ungarischer Esperanto-Autor                                                                                     | 77    |       |
| 17. Juli | Chet Brandenburg                  | US-amerikanischer Schauspieler und Stuntmann                                                                    | 76    |       |
| 17. Juli | Max Ehinger                       | Schweizer Sportjournalist und -historiker                                                                       | 66    |       |
| 17. Juli | Herbert Glaeser                   | deutscher Polizeioffizier, Generalmajor der Deutschen Volkspolizei                                              | 70    |       |
| 17. Juli | Salvador Pineda Pineda            | mexikanischer Botschafter                                                                                       | 58    |       |
| 17. Juli | Don Rich                          | US-amerikanischer Gitarrist                                                                                     | 32    |       |
| 18. Juli | Kurt Bauchwitz                    | deutsch-amerikanischer Schriftsteller                                                                           | 84    |       |
| 18. Juli | Miron Constantinescu              | rumänischer Soziologe und Politiker (PCR)                                                                       | 56    |       |
| 18. Juli | Christian Dell                    | deutscher Silberschmied, Industriedesigner und Lehrer                                                           | 81    |       |
| 18. Juli | James J. Drumm                    | irischer Chemiker                                                                                               | 77    |       |
| 18. Juli | Gerhard Kahlo                     | deutscher Schriftsteller und Linguist                                                                           | 80    |       |
| 18. Juli | Andreas Predöhl                   | deutscher Ökonom und Hochschullehrer                                                                            | 80    |       |
| 18. Juli | Rudolf von Reding-Biberegg        | Schweizer Jurist und Generalsekretär der SRG                                                                    | 78    |       |
| 18. Juli | Eberhard von Selasen-Selasinsky   | deutscher Offizier, Oberst, Vertrauter des preußischen Königshauses, Kaufmann und Kurdirektor                   | 95    |       |
| 19. Juli | Pius Emmenegger                   | Schweizer katholischer Theologe                                                                                 | 86    |       |
| 19. Juli | Joe Flynn                         | US-amerikanischer Schauspieler und Komiker                                                                      | 49    |       |
| 19. Juli | Vicente Francisco                 | philippinischer Politiker                                                                                       | 83    |       |
| 19. Juli | Heinrich Hamacher                 | deutscher Politiker (SPD), MdB                                                                                  | 75    |       |
| 19. Juli | Stefano Magaddino                 | US-amerikanischer Mafioso                                                                                       | 82    |       |
| 19. Juli | Ernö Schwarz                      | ungarisch-US-amerikanischer Fußballspieler, -trainer und -manager                                               | 69    |       |
| 19. Juli | Ludwig Wolters                    | deutscher Tierarzt und Bakteriologe                                                                             | 82    |       |
| 20. Juli | Leslie Bradley                    | britischer Schauspieler                                                                                         | 66    |       |
| 20. Juli | Gerhard Gallinge                  | deutscher Sportfunktionär                                                                                       | 61    |       |
| 20. Juli | Allen Jenkins                     | US-amerikanischer Schauspieler                                                                                  | 74    |       |
| 20. Juli | Karl Kanka                        | deutscher Politiker (CDU), MdL, MdB                                                                             | 70    |       |
| 20. Juli | Awtar Krishna Kaul                | indischer Drehbuchautor, Filmregisseur und -produzent                                                           | 34    |       |
| 20. Juli | John Sturrock                     | britischer Ruderer                                                                                              | 59    |       |
| 21. Juli | Lili Darvas                       | ungarische Schauspielerin                                                                                       | 72    |       |
| 21. Juli | Franz Herzner                     | deutscher Politiker (KPD), MdL                                                                                  | 76    |       |
| 21. Juli | Waldemar Leitgeb                  | deutscher Schauspieler                                                                                          | 72    |       |
| 21. Juli | Adolf Leo Oppenheim               | österreichisch-amerikanischer Assyriologe                                                                       | 70    |       |
| 21. Juli | Walter Scharpff                   | deutscher Internist                                                                                             | 80    |       |
| 22. Juli | Mary Forbes                       | britische Schauspielerin                                                                                        |       |       |
| 22. Juli | Paula Gürth                       | deutsche Politikerin (SED) und DFD-Funktionärin                                                                 | 65    |       |
| 22. Juli | Wally Ladrow                      | US-amerikanischer Footballspieler                                                                               | 78    |       |
| 22. Juli | Wayne Morse                       | US-amerikanischer Politiker und Anwalt                                                                          | 73    |       |
| 22. Juli | Wilhelm Waldstein                 | österreichischer Schriftsteller, Komponist und Pädagoge                                                         | 76    |       |
| 23. Juli | Norm Armstrong                    | kanadischer Eishockeyspieler                                                                                    | 35    |       |
| 23. Juli | Matthias Gelzer                   | schweizerisch-deutscher Althistoriker                                                                           | 87    |       |
| 23. Juli | Wilhelm Güssefeld                 | deutscher Jurist und Politiker (CDU), MdHB                                                                      | 88    |       |
| 23. Juli | Frieda Plew                       | deutsche Pädagogin und Malerin                                                                                  | 86    |       |
| 24. Juli | József Antall Senior              | ungarischer Jurist und Politiker, Mitglied des Parlaments                                                       | 78    |       |
| 24. Juli | James Chadwick                    | englischer Physiker                                                                                             | 82    |       |
| 24. Juli | Theron Warth                      | US-amerikanischer Filmeditor und Filmproduzent                                                                  | 62    |       |
| 24. Juli | Erna Wiechert                     | deutsche Politikerin (SPD), MdA                                                                                 | 69    |       |
| 25. Juli | Leo Ahern                         | US-amerikanischer Offizier der US Army                                                                          | 88    |       |
| 25. Juli | Theodor Brinek senior             | österreichischer Fußballspieler                                                                                 | 75    |       |
| 25. Juli | Robert Hanbidge                   | kanadischer Politiker, Vizegouverneur von Saskatchewan                                                          | 83    |       |
| 25. Juli | Kim Whanki                        | südkoreanischer Maler                                                                                           | 61    |       |
| 25. Juli | İsmail Kılıç Kökten               | türkischer Archäologe                                                                                           |       |       |
| 25. Juli | Adolf Läuppi                      | Schweizer Radrennfahrer                                                                                         | 68    |       |
| 25. Juli | George O’Grady                    | kanadischer Eishockeyspieler                                                                                    | 82    |       |
| 25. Juli | Patrick Schmidt                   | deutscher Beamter, Präsident des Statistischen Bundesamtes                                                      | 67    |       |
| 26. Juli | Walter Jarrek                     | deutscher Politiker (KPD)                                                                                       | 71    |       |
| 26. Juli | Albert Schulz                     | deutscher Politiker (SPD, SED), MdR, MdL, Oberbürgermeister von Rostock                                         | 78    |       |
| 26. Juli | Holdine Stachel                   | deutsche Politikerin und Schriftstellerin                                                                       | 81    |       |
| 26. Juli | Alfons Stillfried                 | österreichischer Offizier und Widerstandskämpfer                                                                | 86    |       |
| 26. Juli | Hugh Wooding                      | Jurist und Politiker aus Trinidad und Tobago                                                                    | 70    |       |
| 27. Juli | Ewald Berge                       | deutscher Veterinärmediziner und Hochschullehrer                                                                | 82    |       |
| 27. Juli | Hans Hauser                       | österreichischer Skirennläufer                                                                                  | 62    |       |
| 27. Juli | Lightnin’ Slim                    | US-amerikanischer Blues-Musiker                                                                                 | 61    |       |
| 27. Juli | Eric Mervyn Lindsay               | irischer Astronom                                                                                               | 67    |       |
| 27. Juli | Torsten Sjögren                   | schwedischer Psychiater und Genetiker                                                                           | 78    |       |
| 27. Juli | Carl Veidahl                      | norwegischer Sportschütze                                                                                       | 95    |       |
| 28. Juli | Edgar M. Foltin                   | austroamerikanischer Rechtswissenschaftler                                                                      | 77    |       |
| 28. Juli | Friedrich Herrlein                | deutscher General während des Zweiten Weltkrieges                                                               | 85    |       |
| 28. Juli | Don McCafferty                    | US-amerikanischer American-Football-Spieler und -Trainer                                                        | 53    |       |
| 28. Juli | Bernhard Wening                   | deutscher Verwaltungsjurist und Politiker (Zentrum)                                                             | 88    |       |
| 29. Juli | Cass Elliot                       | US-amerikanische Sängerin und Mitglied der Band The Mamas and the Papas                                         | 32    |       |
| 29. Juli | Philip Filleul                    | britischer Ruderer                                                                                              | 89    |       |
| 29. Juli | Hedwig Finger                     | deutsche Politikerin (Zentrum, CDU, DFU), MdL                                                                   | 75    |       |
| 29. Juli | Erwin Görlach                     | deutscher Grafiker und Maler                                                                                    | 72    |       |
| 29. Juli | Forest Harness                    | US-amerikanischer Politiker                                                                                     | 79    |       |
| 29. Juli | Walter Hellmich                   | deutscher Herpetologe                                                                                           | 68    |       |
| 29. Juli | Ernst Hiemer                      | deutscher Schriftsteller                                                                                        | 74    |       |
| 29. Juli | Erich Kästner                     | deutscher Schriftsteller, Drehbuchautor und Kabarettist                                                         | 75    |       |
| 29. Juli | Georg Klaus                       | deutscher marxistischer Philosoph, Schachspieler und Schachfunktionär                                           | 61    |       |
| 29. Juli | Hanns H. Kuhnert                  | deutscher Filmarchitekt und Filmkaufmann                                                                        | 73    |       |
| 29. Juli | Lois Long                         | amerikanische Kolumnistin                                                                                       | 72    |       |
| 29. Juli | Cornelius Müller Hofstede         | deutscher Kunsthistoriker                                                                                       | 76    |       |
| 29. Juli | George L. P. Radcliffe            | US-amerikanischer Politiker                                                                                     | 96    |       |
| 29. Juli | Kurd Schulz                       | deutscher Bibliothekar und Schriftsteller                                                                       | 74    |       |
| 30. Juli | Hans Erling Hækkerup              | dänischer sozialdemokratischer Politiker                                                                        | 66    |       |
| 30. Juli | Eddie Johnson                     | US-amerikanischer Autorennfahrer                                                                                | 55    |       |
| 30. Juli | Lew Konstantinowitsch Knipper     | sowjetischer Komponist                                                                                          | 75    |       |
| 30. Juli | Oscar Lagerstrom                  | US-amerikanischer Film- und Tontechniker                                                                        | 83    |       |
| 31. Juli | Ragnar Wicksell                   | schwedischer Fußballspieler                                                                                     | 81    |       |
| 31. Juli | Witold Zegalski                   | polnischer Schriftsteller                                                                                       | 45    |       |
| Juli     | Lothar Hermann                    | deutsch-jüdischer Holocaust-Überlebender                                                                        |       |       |
| Juli     | Willi Kurtz                       | deutscher Zeitungsverleger                                                                                      | 82    |       |

## August
| Tag        | Name                                    | Beruf, bekannt als                                                                                              | Alter | Beleg |
| ---------- | --------------------------------------- | --- | ----- | ----- |
| 1. August  | Ildebrando Antoniutti                   | italienischer Geistlicher, vatikanischer Diplomat und später Kurienkardinal der römisch-katholischen Kirche     | 75    |       |
| 1. August  | David Dodge                             | US-amerikanischer Schriftsteller                                                                                | 63    |       |
| 1. August  | Richard M. Duncan                       | US-amerikanischer Jurist und Politiker                                                                          | 84    |       |
| 1. August  | Alois Hundhammer                        | bayerischer Kultusminister, Landwirtschaftsminister und stellvertretender Ministerpräsident, Statthalter des... | 74    |       |
| 1. August  | Gerhard Kumleben                        | deutsch-französischer Journalist, politischer Aktivist und Autor                                                | 72    |       |
| 1. August  | Fritz Schupp                            | deutscher Architekt                                                                                             | 77    |       |
| 1. August  | Hannes Staudinger                       | österreichischer Kameramann                                                                                     | 67    |       |
| 2. August  | Rudolf Běhounek                         | tschechischer Geophysiker                                                                                       | 72    |       |
| 2. August  | Douglas Hawkes                          | britischer Unternehmer und Automobilrennfahrer                                                                  | 80    |       |
| 02. August | Helge Jacobsen                          | dänischer Radrennfahrer                                                                                         | 59    |       |
| 2. August  | Ralph St. Germain                       | kanadischer Eishockeyspieler und -trainer                                                                       | 70    |       |
| 2. August  | Michèle Watrin                          | französische Schauspielerin                                                                                     | 24    |       |
| 3. August  | Werner Hülle                            | deutscher Vor- und Frühgeschichtsforscher                                                                       | 70    |       |
| 3. August  | Hans Kößler                             | deutscher Schreiner                                                                                             | 82    |       |
| 3. August  | Edgar Johan Kuusik                      | estnischer Architekt                                                                                            | 86    |       |
| 3. August  | Ernst Kyriss                            | deutscher Einbandforscher                                                                                       | 93    |       |
| 3. August  | Friedrich Matz der Jüngere              | deutscher klassischer Archäologe                                                                                | 83    |       |
| 3. August  | Joachim Ritter                          | deutscher Philosoph                                                                                             | 71    |       |
| 03. August | Almira Sessions                         | US-amerikanische Schauspielerin                                                                                 | 85    |       |
| 3. August  | Fritz Stippel                           | deutscher Pädagogikprofessor                                                                                    | 59    |       |
| 3. August  | Georg Wessling                          | deutscher Politiker (CDU), MdL                                                                                  | 84    |       |
| 4. August  | Friedrich Düßmann                       | deutscher Politiker (SPD), MdBB, Arbeitsdirektor                                                                | 67    |       |
| 4. August  | Eduard Lampé                            | deutscher Internist                                                                                             | 87    |       |
| 4. August  | Otto Loeb                               | deutscher Kaufmann                                                                                              | 76    |       |
| 4. August  | Karl Schmid                             | Schweizer Germanist und Hochschullehrer                                                                         | 67    |       |
| 4. August  | Edwin Thacker                           | südafrikanischer Leichtathlet                                                                                   | 61    |       |
| 5. August  | Dietrich Hahne                          | deutscher Arzt, Landwirt und Politiker (CDU), MdB                                                               | 82    |       |
| 5. August  | August Halbe                            | deutscher katholischer Priester                                                                                 | 62    |       |
| 5. August  | Nicola Fausto Neroni                    | italienischer Filmregisseur und Drehbuchautor sowie Synchronregisseur                                           | 77    |       |
| 5. August  | Heinrich Pellenz                        | deutscher Unternehmer                                                                                           | 86    |       |
| 5. August  | Aelred Pexa                             | österreichischer Abt des Stiftes Rein                                                                           | 70    |       |
| 6. August  | Gene Ammons                             | US-amerikanischer Tenorsaxophonist                                                                              | 49    |       |
| 6. August  | Hans Rohwer                             | deutscher Kapitän                                                                                               | 84    |       |
| 6. August  | Karl C. Schwendemann                    | deutscher Diplomat                                                                                              | 83    |       |
| 7. August  | Walter Amtrup                           | deutscher Schauspieler, Synchronsprecher, Opernsänger und Schauspiellehrer                                      | 70    |       |
| 7. August  | Virginia Apgar                          | US-amerikanische Chirurgin und Anästhesistin                                                                    | 65    |       |
| 7. August  | Rosario Castellanos                     | mexikanische Dichterin und Schriftstellerin                                                                     | 49    |       |
| 7. August  | Richard Corts                           | deutscher Leichtathlet                                                                                          | 69    |       |
| 7. August  | Erich Grimoni                           | deutscher Philologe                                                                                             | 65    |       |
| 7. August  | Max Jessner                             | österreichischer Politiker (SPÖ), Abgeordneter zum Nationalrat                                                  | 71    |       |
| 7. August  | Sylvio Mantha                           | kanadischer Eishockeyspieler und -trainer                                                                       | 72    |       |
| 7. August  | Elwira Sergejewna Schatajewa            | sowjetische Bergsteigerin                                                                                       | 35    |       |
| 7. August  | Dmitri Ludwigowitsch Tomaschewitsch     | sowjetischer Flugzeugkonstrukteur                                                                               | 74    |       |
| 7. August  | Rudolf Trampler                         | deutscher Politiker (NSDAP)                                                                                     | 76    |       |
| 8. August  | Elisabeth Abegg                         | deutsche Widerstandskämpferin                                                                                   | 92    |       |
| 8. August  | Gerhard Huschke                         | deutscher Radsporttrainer                                                                                       | 60    |       |
| 8. August  | Raoul Retzer                            | österreichischer Schauspieler                                                                                   | 55    |       |
| 8. August  | Dora Julia Rittmeyer-Iselin             | Schweizer Musikwissenschaftlerin und Frauenrechtlerin                                                           | 72    |       |
| 8. August  | Baldur von Schirach                     | deutscher Politiker (NSDAP), MdR, Reichsjugendführer                                                            | 67    |       |
| 9. August  | Else Alfelt                             | dänische Malerin                                                                                                | 63    |       |
| 9. August  | Gustav Allinger                         | deutscher Landschaftsarchitekt                                                                                  | 82    |       |
| 9. August  | Aliye Berger                            | türkische Künstlerin                                                                                            |       |       |
| 9. August  | Robert Boehringer                       | deutscher Lyriker, Publizist und Unternehmer                                                                    | 90    |       |
| 9. August  | Carlo Campogalliani                     | italienischer Schauspieler, Drehbuchautor und Filmregisseur                                                     | 88    |       |
| 9. August  | Bill Chase                              | US-amerikanischer Trompeter                                                                                     | 39    |       |
| 9. August  | Hans Karl Frey                          | Schweizer Diplomat                                                                                              | 58    |       |
| 9. August  | Elisabeth Lenhardt                      | Schweizer Lehrerin und Autorin von Kinderbüchern                                                                | 64    |       |
| 9. August  | Haakon Sandtorp                         | norwegischer Radrennfahrer                                                                                      | 62    |       |
| 10. August | Ivor Dean                               | britischer Theater- und Filmschauspieler                                                                        | 56    |       |
| 10. August | Morris Kantor                           | US-amerikanischer Maler und Kunstpädagoge                                                                       | 78    |       |
| 10. August | Otto Marrenbach                         | deutscher Politiker (NSDAP), MdR und Funktionär                                                                 | 75    |       |
| 10. August | Theodore McKeldin                       | US-amerikanischer Politiker (Republikanische Partei) und Gouverneur des Bundesstaates Maryland (1951–1959)      | 73    |       |
| 10. August | Antonio Momplet                         | spanischer Filmregisseur und Drehbuchautor                                                                      |       |       |
| 10. August | Danny Mummert                           | US-amerikanischer Schauspieler                                                                                  | 40    |       |
| 10. August | Theodor Niebel                          | deutscher Psychiater und Euthanasietäter                                                                        | 68    |       |
| 10. August | Richard Theile                          | deutscher Physiker                                                                                              | 61    |       |
| 11. August | Gerhard Außner                          | deutscher Politiker (SPD), MdA                                                                                  | 65    |       |
| 11. August | Albin Edelhoff                          | deutscher Maler und Graphiker                                                                                   | 87    |       |
| 11. August | Otto Eikhof                             | deutscher Fußballspieler                                                                                        | 91    |       |
| 11. August | Egon Engel                              | österreichischer Eishockeyspieler                                                                               | 55    |       |
| 11. August | Christian Fouchet                       | französischer Politiker, Mitglied der Nationalversammlung und Diplomat                                          | 62    |       |
| 11. August | Heinz Lippmann                          | deutscher FDJ-Funktionär und Publizist                                                                          | 52    |       |
| 11. August | Marija Petrowna Maksakowa               | sowjetische Opernsängerin (Alt)                                                                                 | 72    |       |
| 11. August | Wilhelm Meise                           | deutscher Generalleutnant, Inspekteur der Pioniere im Zweiten Weltkrieg                                         | 82    |       |
| 11. August | Vicente Emilio Sojo                     | venezolanischer Komponist                                                                                       | 86    |       |
| 11. August | Jan Tschichold                          | deutscher Kalligraf, Typograf, Autor und Lehrer                                                                 | 72    |       |
| 12. August | Adrien-Jean Larribeau                   | französischer Bischof der Pariser Mission in Korea                                                              | 91    |       |
| 12. August | Harry Larsen                            | dänischer Ruderer                                                                                               | 58    |       |
| 12. August | John Lindroth                           | finnischer Stabhochspringer                                                                                     | 68    |       |
| 13. August | Anselm Ahlfors                          | finnischer Ringer                                                                                               | 76    |       |
| 13. August | Compton Bennett                         | britischer Filmregisseur                                                                                        | 74    |       |
| 13. August | Hans Bögl                               | österreichischer Politiker (SPÖ), Abgeordneter zum Nationalrat und Landeshauptmann des Burgenlandes             | 75    |       |
| 13. August | Wallace Reed Brode                      | US-amerikanischer Chemiker und Wissenschaftsorganisator                                                         | 74    |       |
| 13. August | Tina Brooks                             | US-amerikanischer Jazz-Altsaxophonist                                                                           | 42    |       |
| 13. August | Wilhelm Druck                           | deutscher Politiker (CDU, SRP), MdL                                                                             | 58    |       |
| 13. August | Ernst Forsthoff                         | deutscher Staatsrechtler                                                                                        | 72    |       |
| 13. August | Karl Hauk                               | österreichischer Maler                                                                                          | 76    |       |
| 13. August | Ernst Kundt                             | deutscher Diplomat                                                                                              | 90    |       |
| 13. August | Ernest Vander Linden                    | belgischer Bankier, erste Privatbankier in Luxemburg                                                            | 88    |       |
| 13. August | Ross L. Malone                          | US-amerikanischer Jurist                                                                                        | 63    |       |
| 13. August | Maria Ossowska                          | polnische Soziologin und Philosophin                                                                            | 78    |       |
| 13. August | Kate O’Brien                            | irische Schriftstellerin                                                                                        | 76    |       |
| 13. August | Emil Sutor                              | deutscher Bildhauer                                                                                             | 86    |       |
| 13. August | Jupp Wolff                              | deutscher Sportjournalist                                                                                       | 66    |       |
| 14. August | Václav Bucháček                         | tschechoslowakischer Schwimmer                                                                                  | 73    |       |
| 14. August | Rudolf von Eichthal                     | österreichischer Offizier, Schriftsteller und Musiker                                                           | 97    |       |
| 14. August | Raúl González Tuñón                     | argentinischer Journalist und Schriftsteller                                                                    | 69    |       |
| 14. August | Arnulf Klett                            | deutscher Politiker (parteilos), MdL, Stuttgarter Oberbürgermeister                                             | 69    |       |
| 14. August | Antônio de Almeida Lustosa              | brasilianischer Ordensgeistlicher und römisch-katholischer Bischof                                              | 88    |       |
| 15. August | Otto Braun                              | deutscher Schriftsteller und KPD-Funktionär                                                                     | 73    |       |
| 15. August | Kay Deslys                              | britische Schauspielerin                                                                                        | 74    |       |
| 15. August | Jakob Pley                              | deutscher Klassischer Philologe, Religionswissenschaftler und Gymnasiallehrer                                   | 87    |       |
| 15. August | Adolf Rose                              | deutscher Stahlforscher                                                                                         | 66    |       |
| 15. August | Hellmut Schnackenburg                   | deutscher Dirigent und Generalmusikdirektor                                                                     | 71    |       |
| 15. August | Clay Shaw                               | US-amerikanischer Geschäftsmann                                                                                 | 61    |       |
| 15. August | Magda Sonja                             | österreichische Schauspielerin                                                                                  | 88    |       |
| 15. August | Jane Vignery                            | belgische Komponistin                                                                                           | 61    |       |
| 16. August | Hans Egon Engell                        | deutscher Landwirt, Gutsbesitzer und Politiker (NSDAP, GB/BHE), MdB                                             | 76    |       |
| 16. August | Roberto Luco                            | chilenischer Fußballspieler                                                                                     | 67    |       |
| 16. August | Karl Earl Mundt                         | US-amerikanischer Politiker                                                                                     | 74    |       |
| 16. August | Reinhold Schmidt                        | deutscher Leichtathlet                                                                                          | 71    |       |
| 17. August | Raphaela Beck                           | Äbtissin des Klosters Waldsassen                                                                                | 72    |       |
| 17. August | Mathias Bös                             | deutscher Ausbildungs- und Wissenschaftsmanager der deutschen Luft- und Raumfahrt                               | 71    |       |
| 17. August | Edgar Dearing                           | US-amerikanischer Schauspieler                                                                                  | 81    |       |
| 17. August | Hella Jacobs                            | deutsche Malerin der Neuen Sachlichkeit                                                                         | 69    |       |
| 17. August | Cecilia Krieger                         | kanadische Mathematikerin                                                                                       | 80    |       |
| 17. August | Fritz Krüger                            | deutscher Romanist                                                                                              | 84    |       |
| 17. August | Aldo Palazzeschi                        | italienischer Schriftsteller, Lyriker und Intellektueller                                                       | 89    |       |
| 17. August | Max Reinhard                            | Schweizer Mineraloge, Petrograph sowie Hochschullehrer                                                          | 92    |       |
| 17. August | Albe Steiner                            | italienischer Grafiker, Schriftsteller und Politiker                                                            | 60    |       |
| 17. August | Eugen Tuscherer                         | Produzent beim deutschen und französischen Film                                                                 | 74    |       |
| 18. August | John Anderson                           | amerikanischer Jazz-Trompeter                                                                                   | 53    |       |
| 18. August | Laura Clifford Barney                   | US-amerikanische Autorin und Anhängerin der Bahai-Religion                                                      | 94    |       |
| 18. August | Wolfgang Boehm                          | deutscher Politiker (SPD), MdA                                                                                  | 65    |       |
| 18. August | Robert de Dampierre                     | französischer Diplomat                                                                                          | 85    |       |
| 18. August | Erich Eiswaldt                          | deutscher Diplomat                                                                                              | 80    |       |
| 18. August | Hugo Schrade                            | deutscher Manager                                                                                               | 74    |       |
| 18. August | Carl Vath                               | deutscher Kaufmann, römisch-katholischer Prälat                                                                 | 64    |       |
| 19. August | Anna Arena                              | italienische Schauspielerin                                                                                     | 55    |       |
| 19. August | David Bamberg                           | englisch-US-amerikanischer Zauberkünstler                                                                       | 70    |       |
| 19. August | Fernando Cerchio                        | italienischer Regisseur, Drehbuchautor und Filmproduzent                                                        | 60    |       |
| 19. August | Hannes Keppler                          | deutscher Schauspieler, Regisseur und Hörspielsprecher                                                          | 58    |       |
| 19. August | Erich Kittel                            | deutscher Archivar                                                                                              | 71    |       |
| 19. August | Alexander Solomonowitsch Kompanejez     | russischer Physiker                                                                                             | 60    |       |
| 19. August | Hans-Georg Lemme                        | deutscher Flüchtling, Todesopfer an der innerdeutschen Grenze                                                   | 21    |       |
| 19. August | Russell Napier                          | australischer Schauspieler                                                                                      | 63    |       |
| 19. August | Heinz Pollak                            | österreichischer Filmproduktionsleiter und Herstellungsleiter                                                   | 61    |       |
| 19. August | Wifredo Ricart                          | spanischer Ingenieur                                                                                            | 77    |       |
| 20. August | Paul Busch                              | deutscher Maler und Zeichner                                                                                    | 84    |       |
| 20. August | Gustav Kaufmann                         | österreichisch-deutscher Leiter der Inspektionsabteilung der Aktion T4                                          | 71    |       |
| 20. August | Alissa Georgijewna Koonen               | russische Tänzerin und Schauspielerin                                                                           | 84    |       |
| 20. August | Ilona Massey                            | US-amerikanische Schauspielerin                                                                                 | 64    |       |
| 20. August | Clemens Salvator von Österreich-Toskana | österreichischer Erzherzog                                                                                      | 69    |       |
| 20. August | Guido Schoenberger                      | deutsch-amerikanischer Kunsthistoriker                                                                          | 83    |       |
| 20. August | Karl Staab                              | römisch-katholischer Geistlicher, deutscher Bibelwissenschaftler                                                | 82    |       |
| 20. August | Ludwig Zukschwerdt                      | deutscher Arzt, Chirurg und Hochschullehrer                                                                     | 72    |       |
| 21. August | Marvin Ash                              | amerikanischer Jazzmusiker                                                                                      | 59    |       |
| 21. August | James P. Cannon                         | US-amerikanischer Kommunist und Trotzkist                                                                       | 84    |       |
| 21. August | Harold Fern                             | britischer Schwimmsportfunktionär                                                                               | 93    |       |
| 21. August | Hans Flierl                             | deutscher Jurist und Kommunalpolitiker                                                                          | 88    |       |
| 21. August | Emanuele Galea                          | maltesischer römisch-katholischer Geistlicher und Weihbischof im Bistum Malta                                   | 82    |       |
| 21. August | Heinrich Grell                          | deutscher Mathematiker                                                                                          | 71    |       |
| 21. August | Geoffrey Hutchinson, Baron Ilford       | britischer Politiker, Mitglied des House of Commons, Offizier und Manager                                       | 80    |       |
| 21. August | Kirpal Singh                            | indischer Guru des Sant Mat                                                                                     | 80    |       |
| 21. August | Paweł Lewiecki                          | polnischer Pianist und Musikpädagoge                                                                            | 78    |       |
| 21. August | Eduard Thurneysen                       | Schweizer evangelischer Theologe und Professor in Basel                                                         | 86    |       |
| 22. August | Aline Black                             | US-amerikanische Bürgerrechtlerin                                                                               | 68    |       |
| 22. August | Jacob Bronowski                         | britischer Mathematiker und Biologe                                                                             | 66    |       |
| 22. August | Alfredo Edmead                          | dominikanischer Baseballspieler in der Carolina League                                                          |       |       |
| 22. August | Sverre Hansen                           | norwegischer Fußballspieler                                                                                     | 61    |       |
| 22. August | Eugeniusz Kwiatkowski                   | polnischer Politiker, Mitglied des Sejm und Ökonom                                                              | 85    |       |
| 22. August | Rolf Marbot                             | französischer Schlagertexter, Komponist, Verleger                                                               | 68    |       |
| 22. August | Walter Schmerbach                       | deutscher Fußballspieler                                                                                        | 78    |       |
| 22. August | Ida Suter                               | Schweizer Germanistin                                                                                           | 82    |       |
| 22. August | Keith Wegeman                           | US-amerikanischer Skispringer                                                                                   | 44    |       |
| 22. August | Charles Wheeler                         | britischer Bildhauer, Maler und Medailleur                                                                      | 82    |       |
| 22. August | Paula Zundel                            | Tochter von Robert und Anna Bosch, Ehrenbürgerin von Tübingen                                                   | 84    |       |
| 23. August | Roberto Assagioli                       | Pionier der transpersonalen Psychologie und Psychotherapie                                                      | 86    |       |
| 23. August | Antoine Marc Gaudin                     | französisch-US-amerikanischer Ingenieur                                                                         | 74    |       |
| 23. August | Robert Guelpa                           | französischer Ruderer                                                                                           | 73    |       |
| 23. August | Mikuláš Medek                           | tschechischer Maler                                                                                             | 47    |       |
| 23. August | Hans Petri                              | evangelischer Theologe                                                                                          | 94    |       |
| 23. August | Beatrix von Steiger                     | Schweizer Kulturschaffende                                                                                      | 84    |       |
| 24. August | Heinz Amberger                          | deutscher Historiker                                                                                            | 67    |       |
| 24. August | Joachim Bergmann                        | deutscher Rechtsanwalt                                                                                          | 68    |       |
| 24. August | Karl Bertsch                            | deutscher Grafiker und Zeichner                                                                                 | 78    |       |
| 24. August | Alexander Procofieff De Seversky        | US-amerikanischer Luftfahrtingenieur russischer Herkunft                                                        | 80    |       |
| 24. August | Erwin Zillinger                         | norddeutscher Kirchenmusiker, Organist und Komponist                                                            | 81    |       |
| 25. August | Caberto Conelli                         | italienischer Automobilrennfahrer und Adliger                                                                   | 84    |       |
| 25. August | Donga                                   | brasilianischer Musiker                                                                                         | 84    |       |
| 25. August | Silvio Nido                             | Schweizer Hammerwerfer                                                                                          |       |       |
| 25. August | Gus Viseur                              | belgischer Musette-Akkordeonist                                                                                 | 59    |       |
| 25. August | Eduard Willeke                          | deutscher Sozial- und Wirtschaftswissenschaftler                                                                | 75    |       |
| 26. August | Junio Valerio Borghese                  | italienischer Marineoffizier und Politiker                                                                      | 68    |       |
| 26. August | Walter Chales de Beaulieu               | deutscher Generalleutnant im Zweiten Weltkrieg, Autor                                                           | 76    |       |
| 26. August | Arthur Dietzsch                         | deutscher Kapo im Block 46 des KZ Buchenwald                                                                    | 72    |       |
| 26. August | Maurice Dumesnil                        | französischer Pianist                                                                                           | 90    |       |
| 26. August | Franz Josef Hünermann                   | deutscher römisch-katholischer Geistlicher und Autor                                                            | 70    |       |
| 26. August | Charles Lindbergh                       | amerikanischer Pilot der ersten Alleinüberquerung des Atlantiks, Träger der Medal of Honor                      | 72    |       |
| 26. August | Karl Ferdinand Müller                   | deutscher lutherischer Theologe und Musikwissenschaftler                                                        | 63    |       |
| 26. August | Ed Sampson                              | US-amerikanischer Eishockeyspieler                                                                              | 52    |       |
| 27. August | Viktor Eisenbach                        | österreichischer Aufnahme- und Produktionsleiter sowie Filmproduzent und Kabarettist                            | 76    |       |
| 27. August | Christiane Grautoff                     | deutsche Schauspielerin                                                                                         | 57    |       |
| 27. August | Erwin Jürgens                           | deutscher Politiker (DP, CDU), MdL                                                                              | 79    |       |
| 27. August | Marie Laeng-Stucki                      | Schweizer Unternehmerin, Gründerin und Besitzerin von Lenco                                                     | 69    |       |
| 27. August | Fritz Maurischat                        | deutscher Fußballspieler und Fußballtrainer                                                                     | 72    |       |
| 27. August | Alexander Papendiek                     | deutscher Schauspieler                                                                                          | 46    |       |
| 27. August | Friedrich Prüser                        | deutscher Historiker, Bremer Archivdirektor                                                                     | 82    |       |
| 27. August | Otto Strasser                           | nationalsozialistischer Politiker                                                                               | 76    |       |
| 28. August | Franz Baumann                           | österreichischer Architekt                                                                                      | 82    |       |
| 29. August | Jean Frappier                           | französischer Romanist und Mediävist                                                                            | 74    |       |
| 29. August | Judith Furse                            | britische Schauspielerin                                                                                        | 62    |       |
| 29. August | János Gyarmati                          | ungarischer Fußballspieler und -trainer                                                                         | 64    |       |
| 29. August | Mary Reynolds                           | irische Politikerin                                                                                             | 84    |       |
| 29. August | Shibayama Zenkei                        | Abt des Nanzenji Klosters von Kyoto und Zen-Meister der Rinzai-Schule                                           | 79    |       |
| 29. August | George Ernest Wright                    | US-amerikanischer Alttestamentler und Biblischer Archäologe                                                     | 64    |       |
| 30. August | Heinrich Dittrich                       | deutscher Landrat                                                                                               | 71    |       |
| 30. August | Wilhelm Dorn                            | deutscher Schriftsteller                                                                                        | 81    |       |
| 30. August | Hellmut Gossing                         | deutscher Politiker (GB/BHE, CDU), MdL                                                                          | 69    |       |
| 30. August | Ernst Hassebrauk                        | deutscher Maler und Zeichner                                                                                    | 69    |       |
| 30. August | Josef-Maria Jauch                       | Schweizer theoretischer Physiker                                                                                | 59    |       |
| 31. August | Erich Brose                             | Volksschullehrer und Heimatforscher                                                                             | 80    |       |
| 31. August | Norman Kirk                             | neuseeländischer Politiker, Premierminister von Neuseeland (1972–1974)                                          | 51    |       |
| August     | Michael Grünerwald                      | deutscher Fußballspieler                                                                                        | 74    |       |
| August     | Rino Mondellini                         | italienischer Filmarchitekt beim französischen Film                                                             | 65    |       |
| August     | Otto Rouvel                             | deutscher Schauspieler und Hörspielsprecher                                                                     |       |       |

## September
| Tag           | Name                                             | Beruf, bekannt als                                                                                            | Alter | Beleg |
| ------------- | ------------------------------------------------ | --- | ----- | ----- |
| 1. September  | Jakob Larsen                                     | US-amerikanischer Althistoriker                                                                               | 86    |       |
| 1. September  | Gerd Neggo                                       | estnische Tänzerin, Tanzpädagogin und Choreografin                                                            | 82    |       |
| 1. September  | Emil Otto                                        | deutscher Politiker (SED), MdV, Gewerkschafter                                                                | 70    |       |
| 1. September  | John Shelley                                     | US-amerikanischer Politiker                                                                                   | 68    |       |
| 2. September  | Maureen Gardner                                  | britische Leichtathletin                                                                                      | 45    |       |
| 2. September  | Edmund Holzfeind                                 | österreichischer Postangestellter und Politiker (SPÖ), Abgeordneter zum Nationalrat, Mitglied des Bundesrates | 76    |       |
| 2. September  | Robert Minton                                    | US-amerikanischer Bobsportler                                                                                 | 70    |       |
| 2. September  | Konstantin Raudive                               | lettischer Parapsychologe, Schriftsteller und Redakteur                                                       | 65    |       |
| 2. September  | Walter Strenge                                   | US-amerikanischer Kameramann                                                                                  | 76    |       |
| 2. September  | Friedrich Weber                                  | deutscher Offizier, zuletzt Generalleutnant im Zweiten Weltkrieg                                              | 82    |       |
| 03. September | Sydney Battersby                                 | britischer Schwimmer                                                                                          | 86    |       |
| 3. September  | Gertrud Classen                                  | deutsche Widerstandskämpferin gegen den Nationalsozialismus und Bildhauerin                                   | 69    |       |
| 3. September  | Paul-André Doyen                                 | französischer General                                                                                         | 93    |       |
| 3. September  | Fausto Gullo                                     | italienischer Rechtsanwalt und Politiker (PCI), Mitglied der Camera dei deputati                              | 87    |       |
| 3. September  | Wilhelm von Keudell                              | deutscher Offizier und Diplomat                                                                               | 52    |       |
| 3. September  | Harry Partch                                     | US-amerikanischer Komponist                                                                                   | 73    |       |
| 3. September  | Moses Soyer                                      | US-amerikanischer Maler                                                                                       | 74    |       |
| 3. September  | Dewey Starkey                                    | US-amerikanischer Regieassistent                                                                              | 76    |       |
| 3. September  | Alex Strasser                                    | österreichisch-britischer Filmemacher                                                                         |       |       |
| 3. September  | Bella Waldritter                                 | deutsche Sopranistin und Schauspielerin                                                                       | 87    |       |
| 3. September  | Paul Wescher                                     | deutsch-amerikanischer Kunsthistoriker, Kunsthändler und Museumsdirektor                                      | 78    |       |
| 4. September  | Creighton W. Abrams                              | US-amerikanischer General                                                                                     | 59    |       |
| 4. September  | Marcel Achard                                    | französischer Dramatiker und Schriftsteller                                                                   | 75    |       |
| 4. September  | Kurt Beythien                                    | deutscher Komponist und Lehrer                                                                                | 76    |       |
| 4. September  | Oliver Cromwell Cox                              | US-amerikanischer Soziologe                                                                                   | 73    |       |
| 4. September  | Lewi Pethrus                                     | Pastor, Initiator und Leiter der Pfingstbewegung in Schweden                                                  | 90    |       |
| 4. September  | Jean-Baptiste Piron                              | belgischer General                                                                                            | 78    |       |
| 4. September  | Paul Schmidtbauer                                | österreichischer Maler, Radierer, Holzschnittkünstler, Lithograf und Zeichner                                 | 82    |       |
| 4. September  | Max Walloschke                                   | deutscher Gewichtheber und Berufsringer                                                                       | 85    |       |
| 5. September  | Leonid Abramowitsch Anulow                       | sowjetischer Kundschafter                                                                                     | 77    |       |
| 5. September  | Marie Bittorf                                    | deutsche Gewerkschafterin, Sozial- und Kommunalpolitikerin und frühes Mitglied der Frauenbewegung             | 88    |       |
| 5. September  | Luigi Faure                                      | italienischer Skispringer                                                                                     |       |       |
| 5. September  | Charles Garnsworthy, Baron Garnsworthy           | britischer Politiker                                                                                          | 67    |       |
| 5. September  | Leo Santifaller                                  | österreichischer Historiker                                                                                   | 84    |       |
| 5. September  | Jimmy Swinnerton                                 | US-amerikanischer Comiczeichner, Karikaturist und Landschaftsmaler                                            | 98    |       |
| 6. September  | Olga Baclanova                                   | russische Schauspielerin der späten Stummfilm- und frühen Tonfilmzeit                                         | 78    |       |
| 6. September  | Benno Gellenbeck                                 | deutscher Film- und Theaterschauspieler                                                                       | 63    |       |
| 6. September  | Adrian Holman                                    | britischer Diplomat                                                                                           | 78    |       |
| 6. September  | Otto Kruger                                      | US-amerikanischer Schauspieler                                                                                | 89    |       |
| 6. September  | Louis de Montmollin                              | Schweizer Offizier und Generalstabschef der Schweizer Armee (1945–1957)                                       | 80    |       |
| 6. September  | Karl Schütte                                     | deutsch-österreichischer Astronom und Hochschulprofessor                                                      | 76    |       |
| 6. September  | Bernhard Spetsmann                               | deutscher Politiker (CDU), MdL und Gewerkschafter                                                             | 82    |       |
| 7. September  | Fritz Dworschak                                  | österreichischer Numismatiker und Kunsthistoriker                                                             | 84    |       |
| 7. September  | Juan Antonio Ipiña                               | spanischer Fußballspieler und -trainer                                                                        | 62    |       |
| 7. September  | Wilhelm Meisel                                   | deutscher Marineoffizier, Admiral im Zweiten Weltkrieg und Chef der Seekriegsleitung                          | 80    |       |
| 7. September  | Konrad Wagner                                    | deutscher Theater- und Filmschauspieler, Regisseur und Synchronsprecher                                       | 71    |       |
| 07. September | Ray Watson                                       | US-amerikanischer Leichtathlet                                                                                | 75    |       |
| 08. September | Käte Agerth                                      | deutsche Reformpädagogin und Lehrerin                                                                         | 86    |       |
| 8. September  | František Alexander Elstner                      | tschechoslowakischer Schriftsteller und Journalist                                                            | 72    |       |
| 8. September  | Per Holm                                         | norwegischer Fußballspieler                                                                                   | 75    |       |
| 8. September  | Wolfgang Windgassen                              | deutscher Opernsänger (Tenor)                                                                                 | 60    |       |
| 9. September  | Max Bromme                                       | deutscher Gartenarchitekt, Frankfurter Gartenbaudirektor                                                      | 96    |       |
| 9. September  | Lily Hildebrandt                                 | deutsche Malerin, Grafikerin, Kunsthandwerkerin und Glasmalerin                                               | 86    |       |
| 9. September  | Edgard Leite                                     | brasilianischer Wasserballspieler                                                                             | 75    |       |
| 9. September  | Edwin Magnus                                     | deutsch-lettischer Politiker                                                                                  | 86    |       |
| 9. September  | Gertrude E. Perlmann                             | tschechoslowakisch-US-amerikanische Biochemikerin                                                             | 62    |       |
| 10. September | Julius Akubor                                    | nauruischer Politiker                                                                                         | 57    |       |
| 10. September | Bruno Finzi                                      | italienischer Angewandter Mathematiker und Physiker                                                           | 75    |       |
| 10. September | Rudolf Ottmer                                    | deutscher Physiker, Kristallograph und Gymnasiallehrer                                                        | 72    |       |
| 10. September | Melchior Wańkowicz                               | polnischer Journalist und Schriftsteller                                                                      | 82    |       |
| 11. September | Camillo Hölzel                                   | deutscher Antifaschist, KPD-Mitglied                                                                          | 65    |       |
| 11. September | Martin Jahn                                      | deutscher Prähistoriker                                                                                       | 85    |       |
| 11. September | George Johnstone                                 | schottischer Fußballtorwart                                                                                   | 59    |       |
| 11. September | Robert Nodar junior                              | US-amerikanischer Politiker                                                                                   | 58    |       |
| 11. September | Ion Popescu-Sibiu                                | rumänischer Psychiater und Psychoanalytiker                                                                   |       |       |
| 11. September | Eva Ramstedt                                     | schwedische Physikerin                                                                                        | 94    |       |
| 12. September | Jekaterina Rjabowa                               | sowjetische Navigatorin, Physikerin und Hochschullehrerin                                                     | 53    |       |
| 13. September | Kurt Baurichter                                  | deutscher Politiker (SPD), MdL                                                                                | 72    |       |
| 13. September | Ángel Domínguez                                  | argentinischer Bandoneonist, Bandleader, Arrangeur und Tangokomponist                                         | 55    |       |
| 13. September | David Gordon, 4. Marquess of Aberdeen and Temair | britischer Adeliger                                                                                           | 66    |       |
| 13. September | Julius Liebrecht                                 | deutscher Unternehmer                                                                                         | 82    |       |
| 13. September | Richard Meyer                                    | deutscher Politiker (NSDAP)                                                                                   | 81    |       |
| 13. September | Basil Neven-Spence                               | schottischer Politiker                                                                                        | 86    |       |
| 13. September | Heinz Potthoff                                   | deutscher Politiker (SPD), Manager und Beamter                                                                | 70    |       |
| 13. September | Wilhelm Vierling                                 | deutscher Bildhauer und Maler                                                                                 | 89    |       |
| 14. September | Franz Bräuning                                   | Schweizer Architekt                                                                                           | 85    |       |
| 14. September | Karl Dreier                                      | deutscher Politiker (NSDAP), MdR                                                                              | 76    |       |
| 14. September | Kanashima Keika                                  | japanischer Maler                                                                                             | 82    |       |
| 14. September | René A. Spitz                                    | österreichisch-amerikanischer Psychoanalytiker                                                                | 87    |       |
| 15. September | Arishima Ikuma                                   | japanischer Schriftsteller und Maler                                                                          | 91    |       |
| 15. September | Róbert Bak                                       | ungarisch-US-amerikanischer Psychoanalytiker                                                                  | 65    |       |
| 15. September | Hans Böhm                                        | deutscher Politiker (SPD), MdL und Gewerkschafter                                                             | 67    |       |
| 15. September | Bernd Kaiser                                     | deutscher Klassischer Archäologe                                                                              |       |       |
| 15. September | Agostino Novella                                 | italienischer Politiker (KPI), Mitglied der Camera dei deputati und Gewerkschafter                            | 68    |       |
| 15. September | Sofus Rose                                       | dänischer Marathonläufer                                                                                      | 80    |       |
| 15. September | Wilhelm Steinlein                                | deutscher Jurist, Verwaltungsbeamter und Politiker (CDU), MdL                                                 | 73    |       |
| 15. September | Lewis Wright, Baron Wright of Ashton-under-Lyne  | britischer Gewerkschaftsfunktionär und Politiker                                                              | 70    |       |
| 16. September | Phog Allen                                       | US-amerikanischer Basketballtrainer                                                                           | 88    |       |
| 16. September | Ludwig Auber                                     | österreichischer Ornithologe                                                                                  | 75    |       |
| 16. September | Enrique Beck                                     | deutsch-schweizerischer Dichter und Übersetzer                                                                | 70    |       |
| 16. September | Johan Faye                                       | norwegischer Segler                                                                                           | 85    |       |
| 16. September | Viktor Hohenstein                                | deutscher Paläontologe und Geologe                                                                            | 86    |       |
| 17. September | Johann Zeno Goëss                                | österreichischer Gutsbesitzer und Lehrer                                                                      | 84    |       |
| 17. September | René Graetz                                      | deutscher Bildhauer und Grafiker                                                                              | 66    |       |
| 17. September | Oleksij Kolomijtschenko                          | ukrainischer Otorhinolaryngologe und Hochschullehrer                                                          | 76    |       |
| 17. September | André Dunoyer de Segonzac                        | französischer Maler und Grafiker                                                                              | 90    |       |
| 18. September | Harry Beck                                       | britischer technischer Zeichner und Grafikdesigner                                                            | 72    |       |
| 18. September | Edna Best                                        | britische Schauspielerin                                                                                      | 74    |       |
| 18. September | Leo Cherniavsky                                  | kanadischer Geiger ukrainischer Herkunft                                                                      | 84    |       |
| 18. September | Amanat Ali Khan                                  | pakistanischer Sänger und Komponist                                                                           | ≈52   |       |
| 18. September | Ernst Raadts                                     | deutscher Kommunalpolitiker (BP)                                                                              | 73    |       |
| 18. September | Saitō Hideo                                      | japanischer Cellist und Dirigent                                                                              | 72    |       |
| 18. September | Karl Tschierschky                                | volksdeutscher SS-Obersturmbannführer                                                                         | 68    |       |
| 19. September | Fritz Bondroit                                   | deutscher Kanute                                                                                              | 62    |       |
| 19. September | Soltan Hacıbəyov                                 | aserbaidschanischer Komponist                                                                                 | 55    |       |
| 19. September | Michail Nikolajewitsch Scharochin                | sowjetisch-russischer Generaloberst und Held der Sowjetunion                                                  | 75    |       |
| 19. September | Hans Seehase                                     | deutscher Ingenieur und Erfinder                                                                              | 87    |       |
| 19. September | Johannes Steenbock                               | deutscher Konteradmiral der Kriegsmarine                                                                      | 79    |       |
| 20. September | Hans Gerwing                                     | deutscher Bildhauer                                                                                           | 80    |       |
| 20. September | Charles Gossett                                  | US-amerikanischer Politiker                                                                                   | 86    |       |
| 20. September | Heinrich Schwarz                                 | Kunsthistoriker                                                                                               | 79    |       |
| 20. September | Harry Austryn Wolfson                            | US-amerikanischer Philosophiehistoriker                                                                       | 86    |       |
| 21. September | Rino Albertarelli                                | italienischer Comiczeichner und Illustrator                                                                   | 66    |       |
| 21. September | Horst Beck                                       | deutscher Schauspieler, Synchron- und Hörspielsprecher                                                        | 61    |       |
| 21. September | Walter Brennan                                   | US-amerikanischer Schauspieler                                                                                | 80    |       |
| 21. September | Alexander Hirschfeld                             | deutscher Politiker (FDP, DKP-DRP), MdL                                                                       | 82    |       |
| 21. September | Babe Stovall                                     | US-amerikanischer Bluesmusiker                                                                                | 66    |       |
| 21. September | Jacqueline Susann                                | US-amerikanische Schauspielerin und Autorin                                                                   | 56    |       |
| 21. September | Charles W. Vursell                               | US-amerikanischer Politiker                                                                                   | 93    |       |
| 22. September | Wilhelm Braun                                    | deutscher Bibliothekar und Historiker                                                                         | 85    |       |
| 22. September | Marta Fuchs                                      | deutsche Konzert- und Opernsängerin (Sopran)                                                                  | 76    |       |
| 22. September | Paul Jaray                                       | österreichischer Aerodynamiker, Vater der Stromlinienform                                                     | 85    |       |
| 22. September | Kenneth Myers                                    | US-amerikanischer Rudersportler                                                                               | 78    |       |
| 22. September | Winfried Otto Schumann                           | deutscher Physiker                                                                                            | 86    |       |
| 23. September | Jacques Ary                                      | französischer Boxer, Ringer, Wrestler, Saxophonist, Orchesterleiter, Drehbuchautor und Schauspieler           | 54    |       |
| 23. September | Hanada Kiyoteru                                  | japanischer Literaturkritiker                                                                                 | 65    |       |
| 23. September | John R. Hansen                                   | US-amerikanischer Politiker                                                                                   | 73    |       |
| 23. September | Erich Hartmann                                   | deutscher Maler, Grafiker                                                                                     | 88    |       |
| 23. September | Gerhard Nebel                                    | deutscher Schriftsteller, Essayist und Kulturkritiker                                                         | 70    |       |
| 23. September | Roberto Tognazzi                                 | Bürgermeister von Venedig                                                                                     | 75    |       |
| 23. September | Jayachamaraja Wodeyar                            | indischer Herrscher, Maharaja von Mysore                                                                      | 55    |       |
| 23. September | Willem van der Woude                             | niederländischer Mathematiker                                                                                 | 98    |       |
| 24. September | Friedrich von Broich                             | deutscher Offizier und Generalleutnant im Zweiten Weltkrieg                                                   | 78    |       |
| 24. September | Hans-Joachim Fricke                              | deutscher Politiker (DP), MdB                                                                                 | 70    |       |
| 24. September | János Grimm                                      | ungarischer Radrennfahrer                                                                                     | 78    |       |
| 24. September | Konrad Pöhner                                    | deutscher Politiker (CSU), MdL, Staatsminister der Finanzen                                                   | 73    |       |
| 24. September | Raymond Schmittlein                              | französischer General und Politiker                                                                           | 70    |       |
| 25. September | Hartmann Bjørnsen                                | norwegischer Turner                                                                                           | 85    |       |
| 25. September | Vladimír Boublík                                 | tschechoslowakischer katholischer Theologe                                                                    | 45    |       |
| 25. September | Emmet Byrne                                      | US-amerikanischer Politiker                                                                                   | 77    |       |
| 25. September | Karl Eifler                                      | deutscher Maler                                                                                               | 77    |       |
| 25. September | Eric Rideal                                      | britischer Chemiker                                                                                           | 84    |       |
| 25. September | Kurt Steinbach                                   | deutscher Arzt                                                                                                | 83    |       |
| 25. September | Balashoury Thanugundla                           | indischer Geistlicher, Bischof von Guntur                                                                     | 46    |       |
| 26. September | Charles Green                                    | britischer Koch und Antarktisreisender                                                                        | 85    |       |
| 26. September | Friedrich Heubner                                | deutscher Maler und Illustrator                                                                               | 87    |       |
| 26. September | Franz Steinherr                                  | deutscher Hethitologe                                                                                         | 72    |       |
| 27. September | Reinhard Barby                                   | deutscher Natur- und Heimatforscher                                                                           | 86    |       |
| 27. September | Louis Even                                       | kanadischer Philosoph                                                                                         | 89    |       |
| 27. September | Bengt Hasselrot                                  | schwedischer Romanist                                                                                         | 64    |       |
| 27. September | Marius Holdt                                     | dänischer Kameramann, Filmproduzent und Filmregisseur                                                         | 96    |       |
| 27. September | Gunnar Olsson                                    | schwedischer Fußballspieler                                                                                   | 66    |       |
| 27. September | Albert Paxmann                                   | deutscher Politiker (SPD), MdL                                                                                | 66    |       |
| 27. September | James R. Webb                                    | US-amerikanischer Drehbuchautor                                                                               | 64    |       |
| 27. September | Wilhelm Zander                                   | deutscher politischer Funktionär (NSDAP) und SS-Führer                                                        | 63    |       |
| 28. September | Arnold Fanck                                     | deutscher Regisseur und Pionier des Bergfilms                                                                 | 85    |       |
| 28. September | Erich Parnitzke                                  | deutscher Künstler und Kunstpädagoge                                                                          | 80    |       |
| 28. September | Gerard W. Teague                                 | britischer Ichthyologe, Herpetologe und Amateurbotaniker in Uruguay                                           | 89    |       |
| 29. September | Carl B. Allendoerfer                             | US-amerikanischer Mathematiker                                                                                | 63    |       |
| 29. September | Fritz Grewenig                                   | deutscher Maler                                                                                               | 83    |       |
| 29. September | Billie Pierce                                    | US-amerikanische Jazzpianistin und Sängerin                                                                   | 67    |       |
| 29. September | Helen Schnabel                                   | US-amerikanische Pianistin und Musikpädagogin                                                                 | 63    |       |
| 29. September | Jan Smallenbroek                                 | niederländischer Politiker (ARP)                                                                              | 65    |       |
| 30. September | Karel Philippus Bernet Kempers                   | niederländischer Musikwissenschaftler                                                                         | 77    |       |
| 30. September | Kenneth Hollon                                   | US-amerikanischer Jazzmusiker                                                                                 | 64    |       |
| 30. September | Margarethe Liebau-Kornemann                      | deutsche bildende Künstlerin                                                                                  | 78    |       |
| 30. September | Carlos Prats                                     | chilenischer General                                                                                          | 59    |       |